# Lijst van voetbalinterlands Botswana - Mali
Deze lijst van voetbalinterlands is een overzicht van alle officiële voetbalwedstrijden tussen de nationale teams van Botswana en Mali. De landen speelden tot op heden zeven keer tegen elkaar. De eerste ontmoeting was een kwalificatiewedstrijd voor de Afrika Cup 1996 op 8 januari 1995 in Gaborone. Het laatste duel, een kwalificatiewedstrijd voor het Wereldkampioenschap voetbal 2018, vond plaats in Bamako op 17 november 2015.

## Wedstrijden
| № | Plaats      | Datum            | Competitie                   | Wedstrijd       | Uitslag |
| - | ----------- | ---------------- | ---------------------------- | --------------- | ------- |
| 1 | Gaborone    | 8 januari 1995   | Afrika Cup 1996 kwalificatie | Botswana − Mali | 1 − 3   |
| 2 | Bamako      | 16 juli 1995     | Afrika Cup 1996 kwalificatie | Mali − Botswana | 4 − 0   |
| 3 | Libreville  | 1 februari 2012  | Afrika Cup 2012              | Botswana − Mali | 1 − 2   |
| 4 | Bamako      | 8 september 2012 | Afrika Cup 2013 kwalificatie | Mali − Botswana | 3 − 0   |
| 5 | Lobatse     | 13 oktober 2012  | Afrika Cup 2013 kwalificatie | Botswana − Mali | 1 − 4   |
| 6 | Francistown | 14 november 2015 | WK 2018 kwalificatie         | Botswana − Mali | 2 − 1   |
| 7 | Bamako      | 17 november 2015 | WK 2018 kwalificatie         | Mali − Botswana | 2 − 0   |

## Samenvatting
| Competitie              | Totaal gespeeld | Winst Botswana | Gelijk | Winst Mali | Doelsaldo Botswana – Mali |
| ----------------------- | --------------- | -------------- | ------ | ---------- | ------------------------- |
| WK-kwalificatie         | 2               | 1              | 0      | 1          | 2 − 3                     |
| Afrika Cup              | 1               | 0              | 0      | 1          | 1 – 2                     |
| Afrika Cup-kwalificatie | 4               | 0              | 0      | 4          | 2 – 14                    |
| Totaal                  | 7               | 1              | 0      | 6          | 5 – 19                    |

Wedstrijden bepaald door strafschoppen worden, in lijn met de FIFA, als een gelijkspel gerekend.